# Cilleros de la Bastida
Cilleros de la Bastida es un municipio y localidad española de la provincia de Salamanca, en la comunidad autónoma de Castilla y León. Se integra dentro de la comarca de la Sierra de Francia y la subcomarca de Las Quilamas. Pertenece al partido judicial de Ciudad Rodrigo.
Su término municipal está formado por un solo núcleo de población, ocupa una superficie total de 16,97 km² y según los datos demográficos recogidos en el padrón municipal elaborado por el INE en el año 2017, cuenta con una población de 28 habitantes.

## Geografía
| Noroeste: Aldeanueva de la Sierra | Norte: La Bastida           | Noreste: Navarredonda de la Rinconada |
| Oeste: Cereceda de la Sierra      |                             | Este: Linares de Riofrío              |
| Suroeste: Nava de Francia         | Sur: San Miguel del Robledo | Sureste: Valero                       |

## Historia
Su fundación se encuadra en el proceso de repoblación llevado a cabo por los reyes leoneses en la Edad Media en la Sierra de Francia. De este modo, Cilleros pasó a formar parte del alfoz de Miranda del Castañar tras la creación de éste por el rey Alfonso IX de León en 1213 y con la creación de las actuales provincias en 1833, fue incluido en la provincia de Salamanca, dentro de la Región Leonesa.

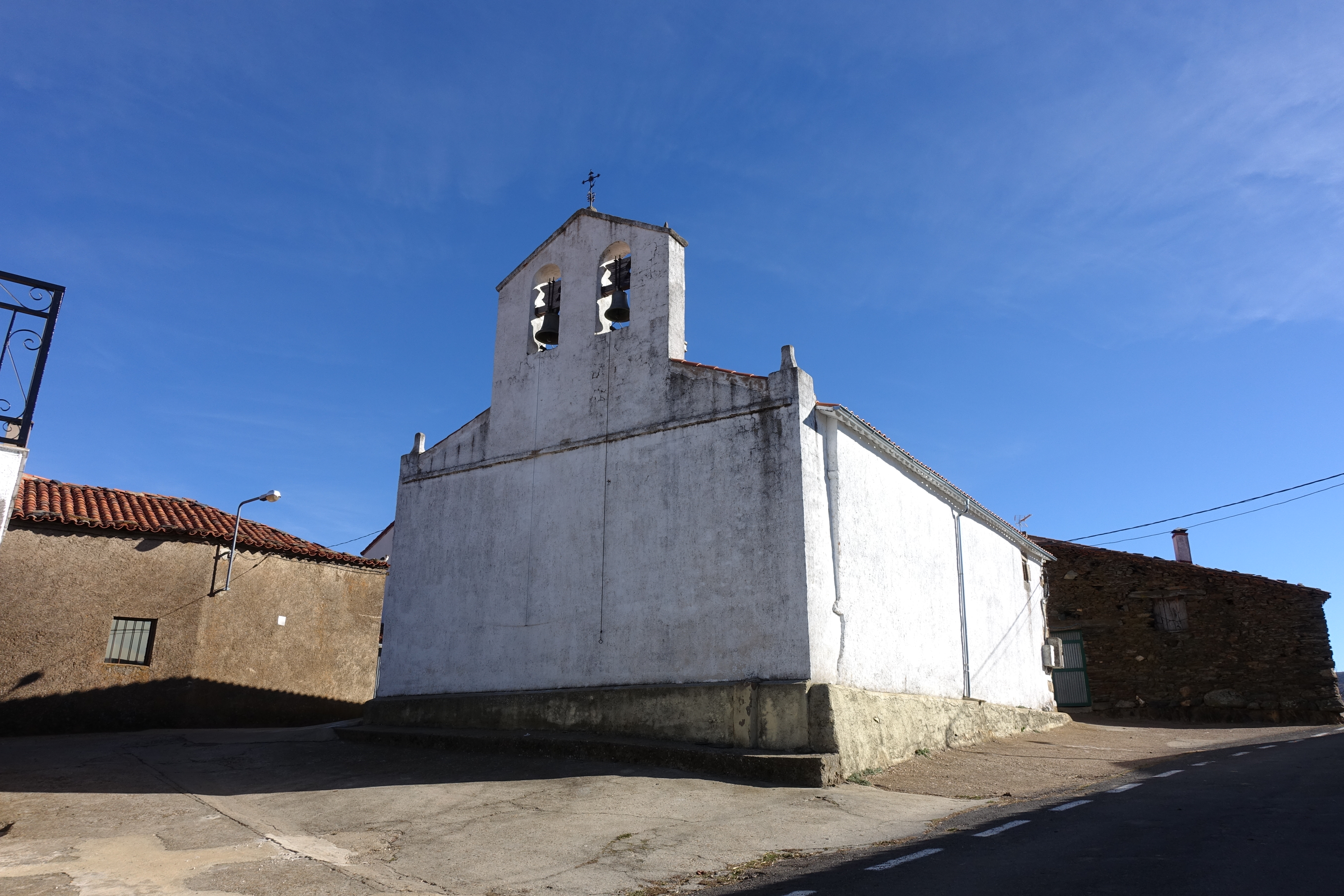
Iglesia parroquial
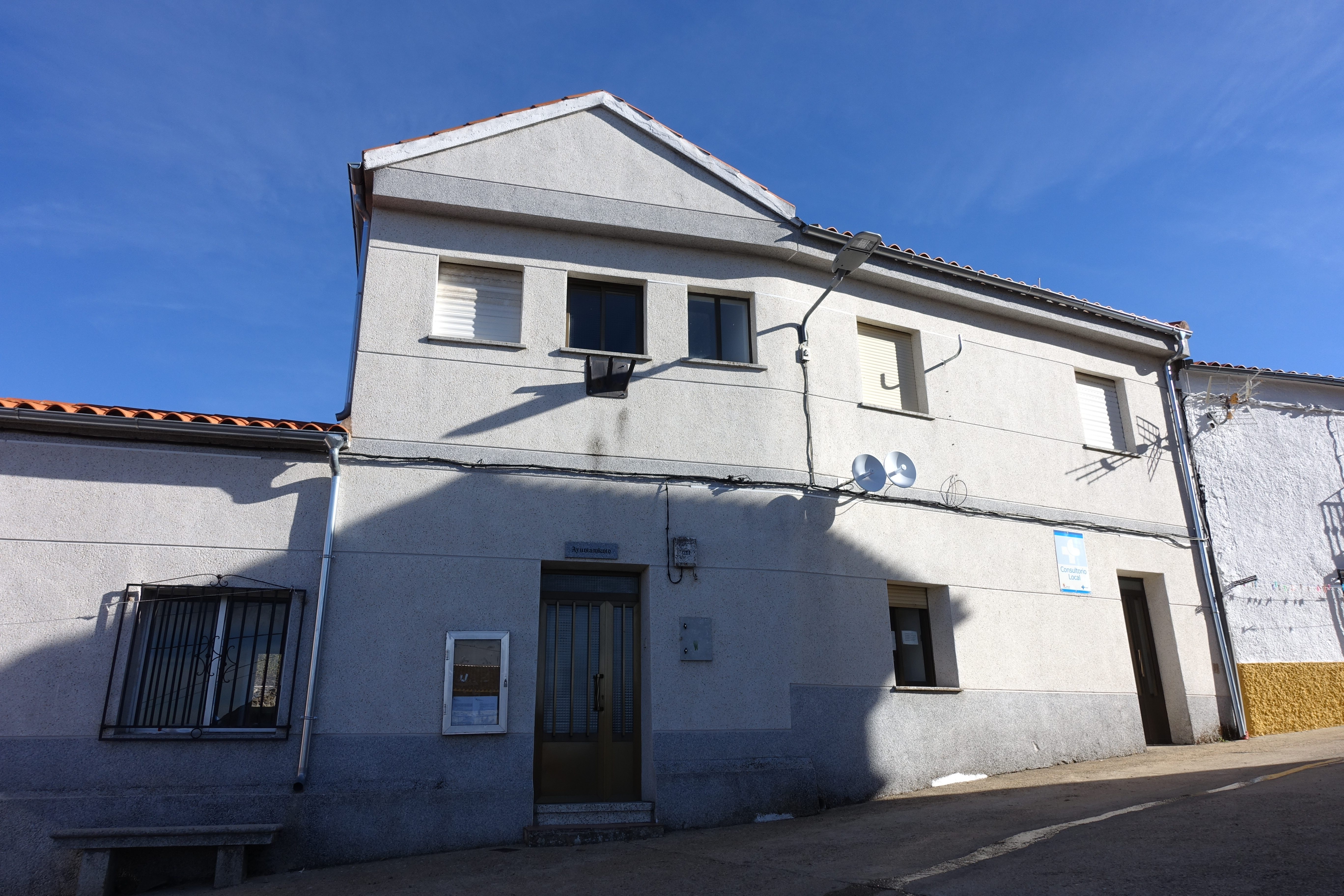
Ayuntamiento
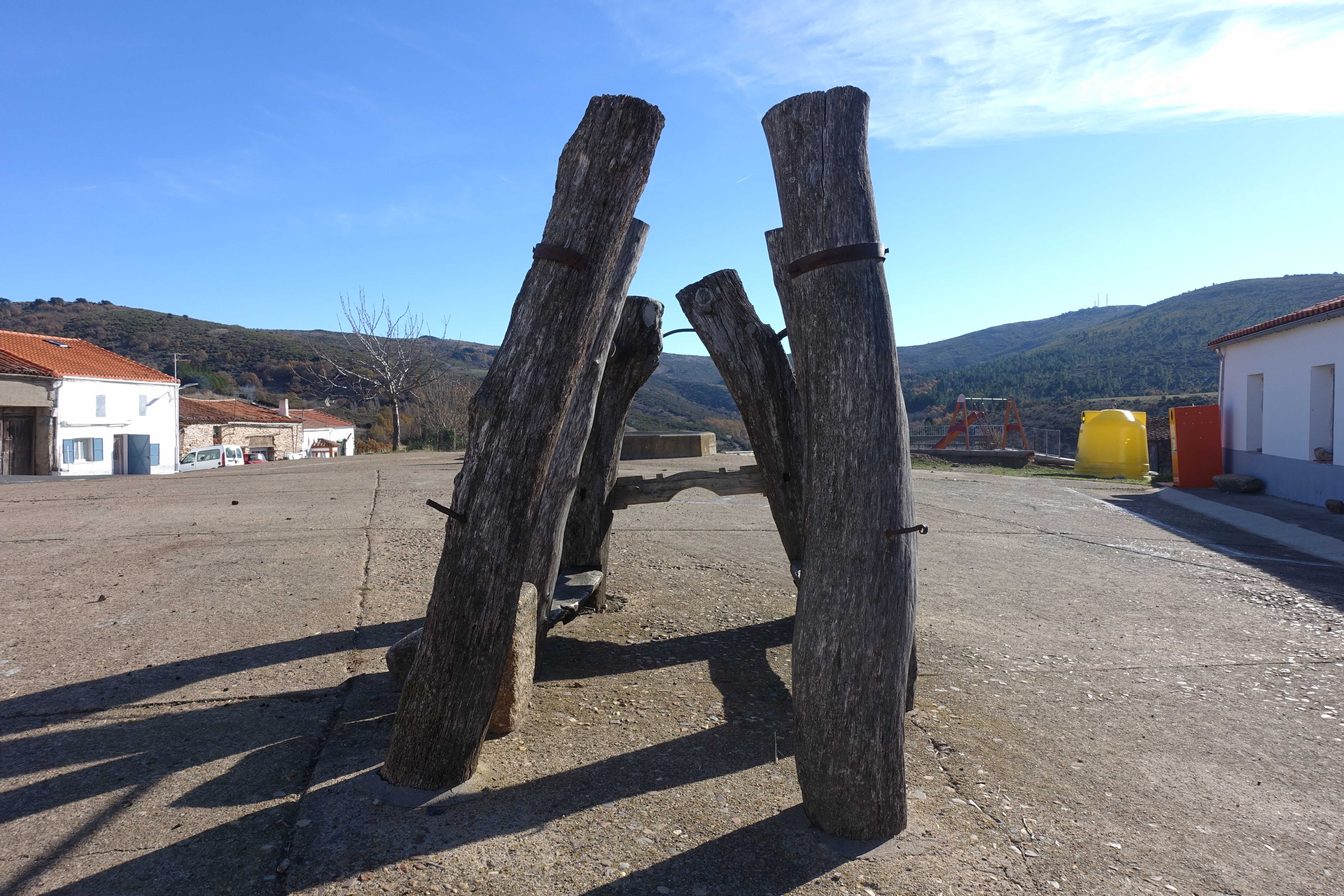
Potro de herrar

## Demografía
Cilleros de la Bastida cuenta con una población de 23 habitantes (INE 2024).
| Gráfica de evolución demográfica de Cilleros de la Bastida entre 1842 y 2021                                        |
| |
| Población de derecho según los censos de población del INE Población de hecho según los censos de población del INE |

Según el Instituto Nacional de Estadística, Cilleros de la Bastida tenía, a 31 de diciembre de 2018, una población total de 25 habitantes, de los cuales 12 eran hombres y 13 mujeres. Respecto al año 2000, el censo refleja 41 habitantes, de los cuales 21 eran hombres y 20 mujeres. Por lo tanto, la pérdida de población en el municipio para el periodo 2000-2018 ha sido de 16 habitantes, un 39 % de descenso.

## Administración y política
| Periodo   | Nombre                        | Partido | Partido                                  |
| --------- | ----------------------------- | ------- | ---------------------------------------- |
| 1979-1983 | José Sánchez Marcos           |         | Comisión gestora                         |
| 1983-1987 | Abel Sánchez Marcos           |         | Alianza Popular (AP)                     |
| 1987-1991 | Víctor Uriarte Lavín          |         | Centro Democrático y Social (CDS)        |
| 1991-1995 | Abel Sánchez Marcos           |         | Centro Democrático y Social (CDS)        |
| 1995-1999 | Julio Sánchez Pérez           |         | Partido Popular (PP)                     |
| 1999-2007 | Ricardo Martín Marías         |         | Partido Popular (PP)                     |
| 2007-2023 | José Manuel Becerro Rodríguez |         | Partido Socialista Obrero Español (PSOE) |

| Partido político                         | 2019  | 2019  | 2019       | 2015  | 2015  | 2015       | 2011  | 2011  | 2011       | 2007  | 2007  | 2007       | 2003  | 2003  | 2003       |
| Partido político                         | %     | Votos | Concejales | %     | Votos | Concejales | %     | Votos | Concejales | %     | Votos | Concejales | %     | Votos | Concejales |
| Partido Socialista Obrero Español (PSOE) | 71,43 | 15    | 2          | 70,83 | 17    | 2          | 67,74 | 21    | 2          | 65,63 | 21    | 1          | 36,67 | 11    | 0          |
| Partido Popular (PP)                     | 19,05 | 4     | 1          | 16,67 | 4     | 1          | 22,58 | 7     | 1          | 31,25 | 0     | 1          | 63,33 | 19    | 1          |

El alcalde de Cilleros de la Bastida no recibe ningún tipo de prestación económica por su trabajo al frente del Ayuntamiento (2017).

## Cilleranos ilustres
- Agustín Sánchez Vidal, ensayista, guionista y novelista.

## Cultura

### Fiestas
- San Juan: 24 de junio. Desde hace años se celebra el 24 de agosto debido a mayor afluencia en este mes.[2]
- Santa Lucía: 13 de diciembre.